# Gonystylus lucidulus
Gonystylus lucidulus là một loài thực vật thuộc họ Thymelaeaceae. Loài này có ở Brunei và Malaysia.